# Мойра Лістер
Мойра Лістер (англ. Moira Lister; 6 серпня 1923 — 27 жовтня 2007) — британська актриса, уродженка Південної Африки.

## Біографія
Мойра Лістер народилася 6 серпня 1923 року в родині майора Джеймса Лістера і його дружини Маргарет (уродженої Хоган). Початкове навчання отримала в монастирі Святого Сімейства в Йоганнесбурзі. Свою театральну кар'єру Мойра почала ще у Південній Африці підлітком, а потім, після переїзду до Великої Британії, продовжила в театрах Лондона. Її кінокар'єра почалася в 1944 році і пізніше Мойра знялася в таких фільмах, як «Жорстоке море» (1953), «Неприємності у крамниці» (1953) і «Глибоке синє море» (1955).
Вихована в католицьких традиціях Мойра Лістер перебувала в Британській католицької театральній гільдії. У 1951 році вийшла заміж за французького дипломата Жака де Гашассин-Лафіна Вікомта д'Ортеза, від якого народила двох дочок, Шанталь і Крістобель.
За три роки до смерті Мойра Лістер почала дуже успішний тур з шоу про Ноеля Кауарде. Її не стало 27 жовтня 2007 року.

## Вибрана фільмографія
- 2007 — Потоп — Бабуся
- 2000 — Десяте королівство — Бабуся Вірджинії (ТВ)
- 1967 — Двійник — Пані Керрінгтон
- 1967 — Месники (телесеріал) — Елена Вазін (ТВ)
- 1964 — Жовтий роллс-ройс — Леді Сант-Сімеон
- 1955 — Глибоке синє море — Доун Максвелл
- 1953 — Неприємності в крамниці — Пеггі Дрю
- 1953 — Жорстоке море — Елейн Морелл
- 1951 — Білі коридори — Доллі Кларк
- 1949 — Гонитва за грошима — Джоу
- 1949 — Жив-був веселий бродяга — Дотті Ліз
- 1945 — Дон Чикаго — Телефоністка